# مشية الاعتلال العضلي
مِشْيَةُ الاعْتِلاَلِ العَضَلِيّ أو مِشْيَةُ البَطَّة هي إحدى أشكال تشوه المشية. ويرجع سبب «التهادي» في المشية إلى ضعف العضلات القريبة من حزام الحوض. يلجأ المريض في هذه الحالة إلى الدَيرورَةُ لتعويض الضعف في عضلات الألوية.
الحالات التي ترتبط بمشية الاعتلال العضلي هي الحمل، خلل التنسج الوركي الخلقي، سوء التغذية العضلي و ضمور العضلات الشوكي.